# Tanacetum santolina
Tanacetum santolina — вид рослин з роду пижмо (Tanacetum) й родини айстрових (Asteraceae); поширений у Східній Європі й Центральній Азії.

## Опис
Багаторічна трава заввишки 20–30 см. Стебла поодинокі або в пучку, прямостійні, верхні частини щиткоподібно розгалужені. Прикореневі листки на ніжках до 6–8 см і мають пластини лінійні або широко-лінійні, 6–8 × 2–3 см, 2-перисторозділені, обидві поверхні сіро-зелені, волосисті; первинні бічні сегменти 10–12-парні; кінцеві сегменти від еліптичних до еліптично-яйцеподібних. Стеблових листків мало, схожі на прикореневі, сидячі. Загальне суцвіття — неправильна плосковершина волоть; квіткових голів 5–12. Язичкові квітки жовті. Сім'янки ≈ 2 мм. Період цвітіння: червень — серпень.

## Середовище проживання
Поширений у Східній Європі й Центральній Азії: південь європейської частини Росії, Казахстан, Узбекистан, Сіньцзян (Китай). Населяє скелясті схили, вологі місця на схилах гір.